# Anna Maria Ablamowicz
Anna Maria Ablamowicz (geboren als Anna Maria Rogers, Künstlername auch Anna Rogers; * 1821; † 1917) war eine englische Sopranistin und Gesangspädagogin.

## Leben

### Zeit in England bis 1846
Anna Ablamowicz heiratete am 3. März 1840 in Sheffield den polnischen Flüchtling Dominick Ablamowicz (1816–1889). Ihr Vater N. L. Rogers war Bandmaster der Royal Dragoons. Gesangsunterricht erhielt sie unter anderem bei Maria Caterina Rosalbina Caradori-Allan  (1800–1865). Sie selbst gab Musik- und Gesangsunterricht. Im Mai 1845 trat sie bei einem Privatkonzert der Sheffield Apollo Catch and Glee Society auf. Am 30. Januar 1846 organisierte sie in der Music Hall in Sheffield ein Grand Vocal and Instrumental Concert. Neben ihr selbst traten eine ihrer Schülerinnen und zwei weitere Sängerinnen auf. Auch ihr Vater wirkte als Klarinettist mit. Am 9. April 1846 wirkte sie bei einer Aufführung der Missa solemnis von Ludwig van Beethoven, veranstaltet von der Hargreaves Choral Society in der Free Trade Hall in Manchester, als Solistin mit. Sie erhielt aber für den Vortrag einer Arie aus Theodora von Georg Friedrich Händel im selben Konzert eine sehr schlechte Kritiken in Manchester Weekly Times and Examiner und The Manchester Guardian. Am 23. April trat sie bei einem Konzert der Manchester Harmonic Society am selben Ort auf.

### Zeit in den Vereinigten Staaten 1846 bis 1856
1846 emigrierte sie in die Vereinigten Staaten. Am 15. Oktober 1846 debütierte sie im Apollo Saloon in New York City. Das Konzert wurde von The Evening Post wohlwollend aufgenommen. Am 23. Oktober sang sie bei einem Opernkonzert in der Broadway Tabernacle Church das Stück Savourmeen Deelish. Weiter sang sie im Tabernacle am 29. Oktober beim ersten Konzert des Pianisten Henri Herz in New York. Mit Herz gemeinsam gestaltete sie am 26. Dezember ein Weihnachtskonzert im Tabernacle. Am 28. Dezember wirkte sie bei einem Konzert der St. George's Society im Tabernacle mit. Der Brooklyn Daily Eagle widmete am 14. Januar 1847 in Ankündigung eines Konzertes in der Brooklyn Female Academy  Maria Ablamowicz einen kleinen Artikel, der von der positiven Aufnahme ihrer Stimme in New York handelt.  Diese positiven Zeitungsartikel findet darauf der Morning Chronicle in London eine Erwähnung wert: The dancing of Signora Ciocca and the singing of Madame Ablamowicz are much vaunted in the papers. Eine Woche später gab sie in der Brooklyn Female Academy  ein weiteres Konzert. Darauf schrieb die Evening Post am 30. Januar, sie sei one of the first stars of the stars who visited us from abroad. [sie sei unter den ersten der Stars, die uns aus dem Ausland besucht haben.] Am 23. Februar 1847 gab sie im Tabernacle ein weiteres Konzert und verließ darauf New York. Im Laufe des Jahres gab sie unter anderem in Cincinnati acht erfolgreiche Konzerte, weitere in Louisville sowie im Oktober zwei Konzerte in der Athenaeum Music Hall in Pittsburgh. Im Dezember kam sie in St. Louis an. Auf ihrem Weg nach New Orleans gab sie am 13. Januar 1848 im City Hotel in  Natchez ein Konzert. Das Programm ihrer Konzerte bestand in dieser Zeit aus irischen, schottischen, englischen und amerikanischen Balladen und populären Opernarien. Ende Januar traf sie in New Orleans ein und gab dort Konzerte. Auf Grund einer Erkrankung ihrer Kinder sagte sie im Februar zwei Liederabende ab. Die weitere Tournee führte sie Ende Februar nach Mobile, im März wieder nach Natchez und Vicksburg, im Mai und Juni in Nashville. In diesem Sommer wurde ihre Komposition We've shared each others smiles and tears veröffentlicht. Ab Oktober 1848 hielt sie sich in  Louisville auf. Im Februar 1849 begab sie sich nach New Orleans. Ab Oktober gab sie wieder mehrere Konzerte in Louisville, ließ sich hier nieder und gab hier ab 1850 Klavier- und Gesangsunterricht. 1853 führte sie ihre Schülerin Anne E. van Osten in Louisville ins Konzertleben ein. Bis 1856 lebte sie in Louisville. Im selben Jahr ging sie in mehreren Städten der Vereinigten Staaten Konzerte im Rahmen einer Abschiedstournee, wie im Juli in Madison und Milwaukee, im August in Indianapolis und im Oktober in Cincinnati.

### Zeit in Europa ab 1856
Danach ging sie mit ihrem Mann nach Polen, dem als polnischer Exilant vom russischen Zaren eine Generalamnestie gewährt wurde.  Sie hatte drei Töchter: Idalia Sophia (* 1841), Anna und Victoria. Ihr Sohn Rudolf Nicholas (1843–1848) starb in Cincinnati an einer chronischen Diarrhoe. Anna und Victoria wurden auch Sängerinnen. 1870 gastierte sie mit ihren beiden Töchtern in Riga. Sie traten unter dem Künstlernamen Anna und Victoria Rogers auf, dem Geburtsnamen. Zunächst in Karlsbad bei Dubbeln. Victoria trat hier als Pianistin auf, deren Klavierspiel sich durch Fertigkeit und Geschmack auszeichnete. Mit ihren Töchtern gemeinsam sang Anna Maria Ablamowicz ein Terzett aus Il matrimonio segreto mit wohlconservirter Stimme, die Jahre lange Primadonna verrät. Weiter brachten sie verschiedene Nationalgesänge zur Aufführung. Am 21. September 1870 fand im Saal der St.-Johannis-Gilde ein Vokal- und Instrumentalkonzert statt ausgeführt von den Geschwistern Rogers unter Mitwirkung der Frau Rogers statt. Sie wurden als berühmt durch ihre Konzerte in England und den Vereinigten Staaten von Nordamerika angekündigt. Begleitet wurden sie von der  Scholzschen Capelle. Neben verschiedenen Gesangsnummern spielte Victoria ein Concerto von Mendelssohn und eine Grande Polonaise von Chopin auf dem Klavier. Am 27. September fand dann das zweite und letzte Konzert der Geschwister Rogers unter Mitwirkung der Frau Rogers im Saal des Schwarzhäupterhauses statt. Neben dem Terzett aus Il matrimonio segreto, sang Anna Ablamowicz mit ihrer Tochter Anna das Duett L’addio aus I Capuleti e i Montecchi.

## Kompositionen und Arrangements
- Mavourneen Machree, Ballade, Text: Anna Ablamowicz; Musik: E.W. Mason, publiziert bei Peters, Webb and Co., Louisville, 1852
- Oh! Friendship, sacred bay the power! Ballade, Mrs. Thomas H. Shreeve gewidmet, publiziert bei F. W. Ratcliffe in Louisville, 1851 OCLC 751570958
- There's magic in that little song, a popular ballad, für Gesang und Gitarre, Mrs. J.C.Ford gewidmet, publiziert bei Peters, Webb and Co. in Louisville, 1849 OCLC 801992077 (Digitalisat beim IMSLP)
- The tryst beneath the Elm Shade, Text: W.D. Gallagher[28]
- The Vale of Avoca, arrangiert von Anna Maria Ablamowicz, ihrer Schülerin Matilda Nicholas gewidmet, publiziert bei G. W. Brainard in Louisville, 1852
- We shall meet again, Ballad, Text:  Anna Maria Ablamowicz, Musik: N. L. Rogers, London OCLC 1253919747
- We've shared each others smiles and tears, Mrs. S.F.Bell gewidmet, Text: G.D. Prentice Esq, Publiziert von W.C.Peters in Cincinnati, 1848  (Digitalisat beim IMSLP)
- What joy to be near thee, Serenade, ihrer Schülerin Julia K. Anderson gewidmet, publiziert bei Peters, Webb and Co., 1851  OCLC 750890815 (Digitalisat beim IMSLP)